# Площадь Мужества
Площадь Му́жества — площадь на границе Выборгского и Калининского районов Санкт-Петербурга, проходящей здесь по оси Политехнической улицы и улицы Карбышева.
Находится на пересечении следующих улиц: Политехническая улица, улица Карбышева, проспект Непокорённых, проспект Тореза, 2-й Муринский проспект, две из которых входят в Центральную дуговую магистраль города.

## Наименование
Названа «Площадь Мужества» 15 мая 1975 года «в честь мужества защитников Ленинграда в суровые годы блокады, мужества участника Великой Отечественной войны генерала Карбышева, мужества деятеля международного коммунистического движения Тореза». В проектной документации с 1960-х годов фигурировали названия Спасская площадь (по Большой и Малой Спасским улицам) и Муринская площадь (по 2-му Муринскому проспекту).

## История
Безымянная площадь, образованная на пересечении Большой и Малой Спасских улиц (современные проспект Непокорённых и улица Карбышева), Старо-Парголовского и Алексеевского проспектов (нынешние проспект Тореза и южная часть Политехнической улицы) в 1960 году получила название Спасская площадь. На этом месте находилась приписанная к Церкви Святого Равноапостольного князя Владимира деревянная Преображенская часовня, ведущая свою историю от начала XIX века. К ней в Преображение от Владимирской церкви устраивался крестный ход.
С 1963 года площадь начали кардинально перестраивать, после чего она и приобрела современные очертания. Были спрямлены две улицы (Политехническая и Большая Спасская, которую также переименовали в проспект Непокорённых и расширили). В 1966 году был открыт круговой проезд по площади. Во второй половине 1960-х и начале 1970-х годов были снесены старые дома (дореволюционной постройки): 4 из них находились внутри кругового проезда и ещё 2 — снаружи, на углах с проспектами Непокорённых и 2-м Муринским.
15 мая 1965 года площадь получила современное название.
В 1969—1996 годах площадь застраивалась. На двух высотных домах имеются памятные надписи — на одном «1941», на другом — «1945». Оформление площади посвящено подвигу солдат в годы Великой Отечественной войны. Середину площади занимает большой газон, деревья и трамвайный Т-образный перекрёсток.
На площади Мужества находится крупный транспортный узел. С трёх сторон к ней подходят трамваи и с четырёх сторон — троллейбусы (по улице Карбышева движение одностороннее).
В 1980-е годы был разработан проект подземного перехода под площадью, но осуществлён не был.

## Достопримечательности

### Сквер Блокадников
Сквер Блокадников, такое название присвоили безымянной зелёной зоне между Политехнической улицей и проспектом Тореза в 2010 году. 26 января 2018 года в сквере был открыт памятник жителям блокадного Ленинграда.
Расположен Серебряный пруд. Это искусственный водоём в Выборгском районе города Санкт-Петербурга. Является частью композиции пейзажного парка Сад Серебряного пруда, разбитого в 1865 году между улицами Орбели, Малой Объездной и Институтским проспектом.

### Станция метрополитена «Площадь Мужества»(Политехническая улица, дом 17)
Станция метрополитена «Площадь Мужества». Наземный вестибюль построен в 1975 году по проекту архитекторов Е.М. Рапопорта, А.Я. Свирского, П.И. Юшканцева. В 1990-х годах после застройки территории перед станцией её павильон оказался скрыт со стороны площади за жилым домом большой протяженности, стоящим вдоль нечетной стороны Политехнической улицы.

### Жилой дом (Политехническая улица, дом 17, корпус 1)
Десятиэтажный жилой дом в 1996 году построен из кирпича по индивидуальному проекту архитекторов Е.М. Рапопорта, П.И. Юшканцева. Здание выстроено вплотную к павильону станции метро «Площадь Мужества».

### ОбщежитиеВоенно-медицинской академии имени С.М. Кирова(проспект Непокорённых, дом 2)
Общежитие Военно-медицинской академии имени С.М. Кирова. Десятиэтажное кирпичное здание построено в 1982 году по индивидуальному проекту архитекторов Е.М. Рапопорта, П.И. Юшканцева.

### Завод «Красный Октябрь» (Политехническая улица, дом 13-15)
Административный корпус Завода «Красный Октябрь» с главной проходной. Пятиэтажное здание из кирпича построено в 1974 году по проекту архитектора Я.Е. Москаленко. Сейчас машиностроительный завод «Красный Октябрь» занимается производством, ремонтом и обслуживанием силовых агрегатов для вертолетов Ми и Ка, коробок самолётных агрегатов, газотурбинных двигателей-энергоузлов и турбостартеров для самолётов МиГ и Су.

### «Круглая баня» в Лесном (улица Карбышева, дом 29)
«Круглые бани» в Лесном, построенное в 1927—1930 годах в стиле конструктивизма по проекту архитекторов А.С. Никольского, Н. Ф. Демкова, В. М. Гальперина, А. В. Крестинина. 

### Концерн «Аврора» (улица Карбышева, дом 15)
ОАО «Концерн НПО Аврора». Центральный административный корпус построен в 1975 году. Концерн является крупнейшим разработчиком, изготовителем и поставщиком систем автоматического управления для кораблестроения.

### Жилые дома (2-й Муринский проспект, дом 51)
Два высотных жилых дома построенных в 1972-1983 годах по проекту архитекторов Л. Л. Шретера, Л. И. Шимаковского, С. Д. Тартаковского, со встроенными помещениями торговых предприятий, фланкирующих на въезде на него 2-й Муринский проспект, высотой 18 этажей, что было практически уникальным для ленинградской архитектуры 1970-х — 80-х гг. и стало возможным благодаря необычным инженерным решениям. На них сверху установлены цифровые обозначения лет начала и окончания Великой Отечественной войны. К 75-летию Великой Победы они были отреставрированы.

### Жилые дома (2-й Муринский проспект, дом 40,проспект Тореза, дом 2)
Два высотных жилых дома восемнадцати этажей, построенных в 1982 году по проекту архитекторов Л.Л. Шретера, Л.И. Шимаковского, С.Д. Тартаковского. Состоит из двух высотных объёмов, соединённых первым этажом со встроенными учреждениями обслуживания.

### Особняк Д. А. Котлова(проспект Тореза, дом 8)
Особняк купца Д. А. Котлова или Библиотека имени А. С. Серафимовича или Строительное управление № 6 Лендорстоя-2 или Детский театр, построенный в 1913—1914 годах (архитектор Н. И. Товстолес). Дом выдержан в стиле модерн с приданием ему характерных черт средневекового замка. Его интерьеры в основном утрачены, но в 2018 году начались реставрационные работы по заказу нового корпоративного собственника. С 2022 года в здании расположен детский театр.

- Мемориальная композиция[20][21], состоящая из пушки «ЗИС-3»[22] образца 1942 года и четырёх противотанковых «ежей». Цветы на постаменте высажены в виде надписи «Помни».

- Жилой дом (Политехническая улица, дом 17)
- Общежитие Военно-медицинской академии имени С.М. Кирова
- «Круглая баня» в Лесном
- Высотные жилые дома по 2-му Муринскому проспекту
- Особняк купца Д.А. Котлова

## Транспорт
Станция метро:  «Площадь мужества».
Рядом с площадью есть остановки общественного транспорта:
- «Станция метро Площадь Мужества» (на Политехнической улице), на них останавливаются автобусы №275, 294, 399, троллейбусы №4, 21, 51, трамваи №38, 40, 55, 61.
- «Площадь Мужества / Проспект Тореза», на них останавливаются автобусы №80, 123, 222, 251, троллейбус №51.
- «2-й Муринский проспект, 51», на них останавливаются автобусы №250, 294, трамвай №40, 48, 55, 61.
- «Улица Карбышева, 10», на них останавливаются автобус №251, троллейбус №6.
- «Проспект Непокорённых», на них останавливаются автобусы №251, трамваи №38, 48.
- «Станция метро Площадь Мужества» (на проспекте Непокорённых), на них останавливаются автобусы №40, 80, 123, 138, 222, 250, 271, 275, троллейбусы №6.